# Irimbiliyam
Irimbiliyam es una ciudad censal situada en el distrito de Malappuram en el estado de Kerala (India). Su población es de 30635 habitantes (2011). Se encuentra a 24 km de Malappuram y a 62 km de Kozhikode

## Demografía
Según el censo de 2011 la población de Irimbiliyam era de 30635 habitantes, de los cuales 14557 eran hombres y 16078 eran mujeres. Irimbiliyam tiene una tasa media de alfabetización del 93,94%, inferior a la media estatal del 94%. la alfabetización masculina es del 95,56%, y la alfabetización femenina del 92,15%.